# Julie Steincke
Anne Julie Steincke (født 30. september 1976 i Hørsholm), også kendt under kunstnernavnet JulieAnn, er en dansk skuespillerinde, sangerinde, sangskriver og danser. Hun er uddannet skuespiller fra Italia Conti Academy of Theatre Arts i London, hvor hun også er opvokset. I 2005 havde hun et mindre hit i Storbritannien med sangen "California Soul" (oprindeligt skrevet af Ashford & Simpson i 1968), der opnåede en plads som nummer 59. Hun vandt i 2006 Marguerite Viby-prisen for rollen som "Ulla" i musicalopsætningen af The Producers på Det Ny Teater. I 2008 blev hun landskendt som dommer i talentkonkurrencen Talent 2008 på DR1. I 2009 stod hun sammen med Adam Powers bag den engelske oversættelse af Medinas hit "Kun for mig", nu med titlen "You and I". I november samme år udgav hun singlen "Bulletproof", der er forløberen for et helt album under navnet JulieAnn. Spillede i 2012 rollen som Rizzo i musicalen Grease i Tivolis Koncertsal og Musikhuset Aarhus. En rolle hun gentog i 2014. Dette år medvirkede hun også i Nykøbing F. Revyen. I 2015 spillede hun med i "Billy Elliot" på Det Ny Teater, i rollen som balletlærerinde. I 2017 spiller hun Velma Kelly i Det Ny Teaters opsætning af Chicago.